# Croix-Fonsomme
 Croix-Fonsomme  là một xã ở tỉnh Aisne, vùng Hauts-de-France thuộc miền bắc nước Pháp.